# Chorizanthe pungens
Chorizanthe pungens är en slideväxtart som beskrevs av George Bentham. Chorizanthe pungens ingår i släktet Chorizanthe och familjen slideväxter. Utöver nominatformen finns också underarten C. p. hartwegiana.